# Carsten Andersen (bankdirektør)
 For alternative betydninger, se Carsten Andersen. (Se også artikler, som begynder med Carsten Andersen)
Carsten Andersen (15. august 1945 i Kolding – 25. maj 2013 på Hospice Sønderjylland) var en dansk bankdirektør.
Carsten Andersen voksede op i Vejle, hvor han blev student fra Vejle Gymnasium 1964. Dernæst læste han økonomi på Aarhus Universitet og blev cand.oecon. i 1972. Han blev ansat som direktionssekretær ved Pedershaab Maskinfabrik i Brønderslev og blev 1976 økonomidirektør i Sydbank, hvor han 1978 fik sæde i direktionen.
1982 blev Andersen administrerende direktør for Sydbank, hvilket han var indtil 2010. I denne egenskab styrede han banken gennem bankkrisen i 1990'erne ved at fusionere med Varde Bank og Aktivbanken. I de sidste år var han først formand for Aarhus Lokalbank og siden formand for fusionen mellem Vestjysk Bank og Aarhus Lokalbank. Finansminister Bjarne Corydon (S) har sagt om Carsten Andersen: "Vi skylder Carsten Andersen stor tak. Hans karriere kalder på stor anerkendelse, senest med hans utrættelige indsats for at bringe først Aarhus Lokalbank og dernæst Vestjysk Bank gennem krisen."
Andersen led af kræft de sidste ti år af sit liv, hvilket han åbenhjertigt talte om i flere interview.
21. april 2010 var han blevet Ridder af Dannebrog.